# The Thrifty Pig
The Thrifty Pig ist ein vierminütiger, pädagogischer Kurzanimationsfilm aus dem Jahr 1941, der von den Walt Disney Studios für das National Film Board of Canada gedreht wurde. Der Film wurde am 19. November 1941 im Rahmen einer Reihe von vier Filmen veröffentlicht, die sich an die kanadische Öffentlichkeit richteten, um über Kriegsanleihen während des Zweiten Weltkriegs zu informieren. Der Film basiert auf dem Kurzfilm von 1933 namens Die drei kleinen Schweinchen, welcher wiederum auf dem gleichnamigen Märchen basiert.

## Handlung
Es geht in dem Film um drei kleine Schweinebrüder, von denen zwei faul sind und eines fleißig ist. Während die zwei faulen Schweine tanzen und das Lied Who’s Afraid Of The Big Bad Wolf singen, baut sich das fleißige Schwein ein Haus aus Backsteinen. Bei diesen Backsteinen handelt es sich eigentlich um Kriegsanleihen. Dann schleicht sich ein Wolf an die zwei faulen Schweine heran. Er trägt eine Nazi-Uniform. Die zwei Schweine fliehen vor dem Wolf. Eines geht in sein Haus, welches aus Ästen besteht, das andere in sein Haus aus Stroh. Doch der Wolf bläst beide Häuser um, woraufhin beide Schweine in das Backsteinhaus des fleißigen Schweines fliehen. Der Wolf versucht auch dieses Haus umzublasen, scheitert jedoch. Danach flieht er, während ihn die drei Schweine mit den Backsteinen, welche eigentlich Kriegsanleihen sind, bewerfen. Danach sieht man, wie Kriegsanleihen den Alliierten zum Sieg im Krieg verhelfen werden.

## Charaktere
| Charakter                        | Synchronsprecher |
| -------------------------------- | ---------------- |
| Fiddler Pig/Fiedler              | Mary Moder       |
| Fifer Pig/Pfeifer                | Dorothy Compton  |
| Practical Pig/Schweinchen Schlau | Pinto Colvig     |
| Wolf                             | Billy Bletcher   |